# Анашкіно
Анашкіне (рос. Анашкино) — село в Одинцовському районі Московської області Російської Федерації.

## Розташування
Село Анашкіне входить до складу міського поселення Кубинка, воно розташовано між малими річками Молодельня та Дубешня.

## Населення
Станом на 2010 рік у селі проживало 9 осіб.

## Пам'ятки архітектури
У селі знаходиться пам'ятка історії місцевого значення — братська могила радянських воїнів, які загинули у 1941–1942 рр.

Також у селі збереглася кам'яна церква Святителя Миколая збудована у 1793 році. 